# 派塔
派塔是秘魯的城市，位於該國西北部，由皮烏拉地區負責管轄，距離首府皮烏拉57公里，始建於1532年3月30日，面積762.76平方公里，海拔高度3米，2003年人口97,500。旧时也写作Payta，来自克丘亚语的tayta，意为“主、先生”，本来用来称呼印加人的神，后来也用来指基督教的上帝。十九世纪时，派塔成为了新英格兰的捕鲸船在太平洋捕鲸时的一个重要停留港口。

## 外部連結
- （西班牙文） Portal de Paita
- MSN Map[永久]